# Oil of Every Pearl's Un-Insides Non-Stop Remix Album
Albums de Sophie
Oil of Every Pearl's Un-Insides
(2018) SOPHIE (en)
(2024)
Oil of Every Pearl's Un-Insides Non-Stop Remix Album est un album de remix de la musicienne britannique Sophie, sorti en juillet 2019. Il comprend des versions alternatives et des remixes des chansons de son  premier album studio Oil of Every Pearl's Un-Insides, ainsi que des chansons originales.

## Pistes
| 1.  | Cold World                                             | 4:25 |
| 2.  | Not Okay (Alone Remix)                                 | 1:24 |
| 3.  | XTC Acid                                               | 3:12 |
| 4.  | Ponyboy (Megadog)                                      | 4:57 |
| 5.  | Push Emission (wHor3 moans)                            | 5:27 |
| 6.  | Ponyboy (Faast Boy Remix)                              | 5:44 |
| 7.  | Faceshopping (Lipstick Gel Remix)                      | 2:45 |
| 8.  | Not Okay (Machine World)                               | 1:45 |
| 9.  | Whole New World (Doss and Sophie Remix)                | 3:30 |
| 10. | Infatuation (Lichtbogen Dreamin' Remix)                | 5:08 |
| 11. | Faceshopping (Euphoric Reduce Me To Nothingness Remix) | 5:11 |
| 12. | Pretending I Give In (Let Go)                          | 4:07 |

| 1.  | Pretending (Glasshouse)                            | 6:07 |
| 2.  | Whole New World (Big Kiss Remix)                   | 3:09 |
| 3.  | Pony Whip" (Featuring BC Kingdom)                  | 4:11 |
| 4.  | Faceshopping (Money Mix) (Featuring Bibi Bourelly) | 3:54 |
| 5.  | Pretend World (Shop Front)                         | 3:08 |
| 6.  | Laser                                              | 3:41 |
| 7.  | Cold Water                                         | 3:41 |
| 8.  | Dive (SDF)                                         | 1:49 |
| 9.  | Infatuation (Sunlight Zone)                        | 1:08 |
| 10. | Infatuation (Twilight Zone)                        | 1:29 |
| 11. | Infatuation (Midnight Zone)                        | 5:55 |
| 12. | Infatuation (The Abyss)                            | 0:59 |
| 13. | Infatuation (The Trenches)                         | 8:01 |